# Фенильная группа

Фенильная группа

Фени́льная гру́ппа или фени́льное ядро́ (в названиях химических соединений — фенил) — одновалентная группа, одновалентный радикал бензола, C6H5−, простейшая из арильных групп.
Название образовано от слова фен (греч. φαίνω — сияние), которым Огюст Лоран предложил называть бензол, так как бензол впервые был выделен из продуктов, получаемых при очистке светильного газа.
Краткое обозначение группы в органической химии и химических формулах — Ph. Например, бензол иногда обозначают PhH, толуол — PhСH3 и т. д.
Входит в состав множества природных и синтетических соединений (например, толуол, кумол, бифенил, фенол, анилин, бензойная кислота, фенилаланин и др.). Присутствие фенильной группы оказывает значительное влияние на физические и химические свойства веществ. Фенильные группы в макромолекуле полимера препятствуют кристаллизации полистирола, что во многом определяет его физические свойства.
Формирование фенильной группы и содержащих эту группу биогенных химических соединений в подавляющем большинстве случаев осуществляется шикиматным путём. Исходным веществом для биосинтеза практически всех этих соединений является аминокислота фенилаланин и продукт её метаболизма фенилпируват.
Из тех же фенилсодержащих биогенных соединений, фенильная группа которых формируется другими способами, в качестве примеров можно отметить такие метаболические производные жирных кислот, как капиллен, капиллин, фенил-гептатриин (содержатся в тканях и выделениях некоторых растений).
Способы же формирования собственно бензольного кольца в живых организмах значительно более разнообразны. Фенильная группа в структуре биогенных соединений часто является частью бензильной группы.